# Овинищи (Владимирская область)
Овинищи — деревня в Гороховецком районе Владимирской области России, входит в состав Куприяновского сельского поселения.

## География
Деревня расположена близ берега реки Ока в 18 км к востоку от центра поселения деревни Выезд и в 16 км на юго-восток от Гороховца.

## История
В древнерусское время близ современных Овинищ располагался город-крепость Бережец. По писцовым книгам 1628 года деревня Овинищи значилась за Сузадальским Спасским монастырем, в ней был двор монастырский, где жили дворники и монастырские детеныши, и 6 дворов крестьянских. По переписным книгам 1678 года в ней числилось 18 дворов.
На южной окраине нынешней деревни располагался погост Бережцы. В переписных книгах 1678 года в сельце Бережцы показана церковь во имя Покрова Персвятой Богородицы. В 1754 году вместо бывшей деревянной церкви на средства Гороховецкого купца Алексея Ефимовича Ширяева в Бережцах построен был каменный храм. Престолов в этом храме было два: в холодном в честь Покрова Персвятой Богородицы, в приделе теплом во имя Святого Николая Чудотворца. В годы Советской Власти церковь была полностью разрушена.
В конце XIX — начале XX века Овинищи являлись большой деревней в составе Красносельской волости Гороховецкого уезда. В 1859 году в деревне числилось 126 дворов, в 1905 году — 123 двора.
С 1929 года деревня являлась центром Овиновского сельсовета Гороховецкого района, позднее — в составе Великовского сельсовета. С 2005 года входит в состав Куприяновского сельского поселения.

## Население
| 1859 | 1897 | 1905 | 1926 | 2002 | 2010 | 2021 |
| ---- | ---- | ---- | ---- | ---- | ---- | ---- |
| 652  | ↗734 | ↗771 | ↘665 | ↘23  | ↘22  | ↗26  |